# Diözese St Helena
Die Diözese St Helena (englisch Diocese of St Helena) ist eine Diözese innerhalb der Anglikanischen Kirche des südlichen Afrikas. Sie wurde 1859 eingerichtet und umfasst neben der namensgebenden Insel auch die Insel Ascension. Bis 1960 zählte auch Tristan da Cunha dazu, diese Insel gehört aber seitdem zur Diözese Kapstadt.
Der Sitz des Bischofs befindet sich im Distrikt St. Paul’s. Bischof ist seit September 2018 Dale Bowers; er ist der 16. Inhaber dieses Amtes.

## Parishes
Die Diözese gliedert sich heute in drei Parishes (Pfarreien) auf St. Helena und ein Parish auf Ascension mit insgesamt 13 Kirchengemeinden und 12 Kirchen:

### St. Helena
Parish of St. Paul
- St. Andrew’s, Half Tree Hollow

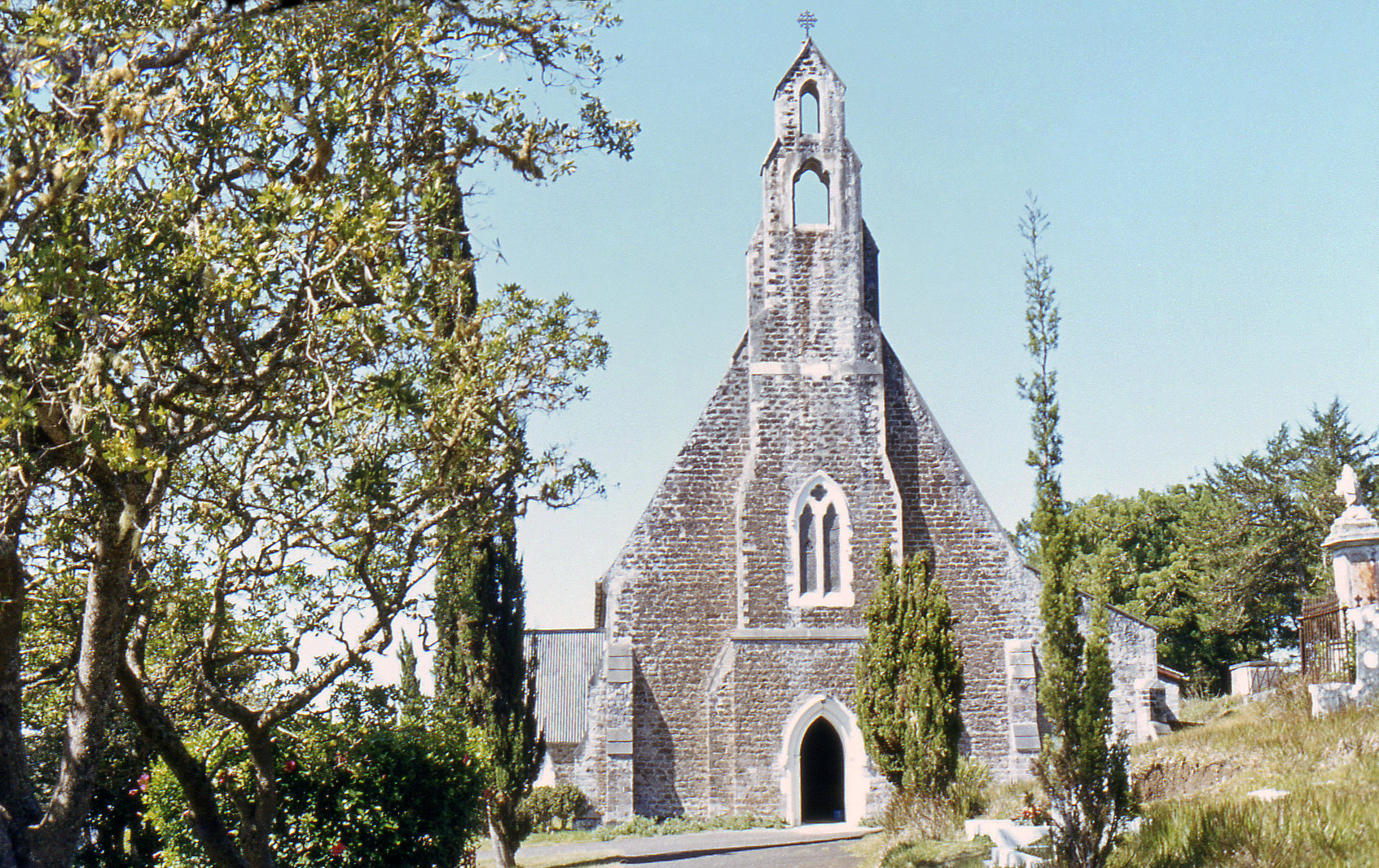
Kathedrale St Paul’s, Jamestown

- St. Helena of the Cross, Blue Hill
- St. Martin-in-the-Hills, Thompson’s Hill, St. Paul’s
- St. Paul’s Cathedral, St. Paul’s, zugleich die Kathedrale des Bistums
- St. Peter’s, Sandy Bay

Parish of St. James

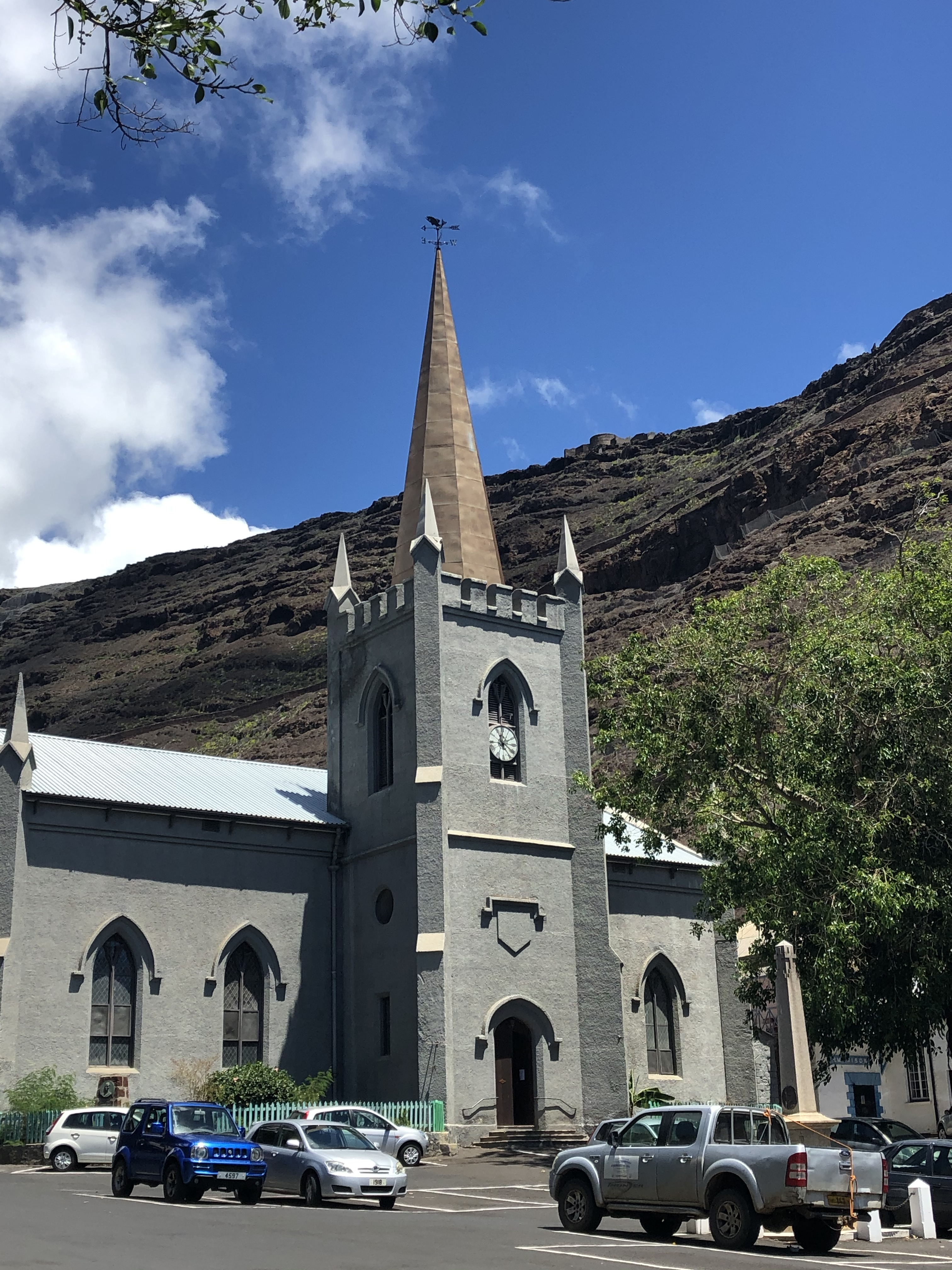
St. James Church, Jamestown

- St. James Church, Jamestown, die älteste anglikanische Kirche der südlichen Hemisphäre
- St. John’s, Upper Jamestown
- St. Mary’s, The Briars, Alarm Forest
- St. Michael’s, Rupert’s Valley, Distrikt Jamestown

Parish of St. Matthew

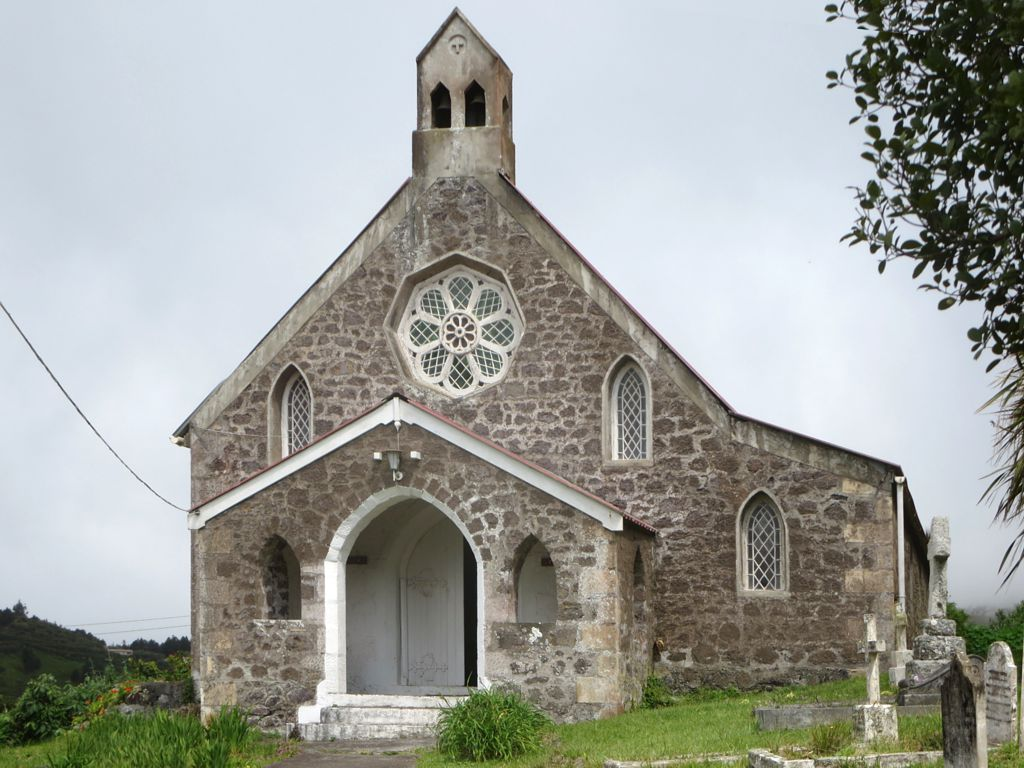
St. Matthew, Longwood

- St. Matthew, Hutt’s Gate, Longwood
- St. Mark’s, Longwood
- Kirchengemeinde Levelwood, Levelwood, kein eigenes Kirchengebäude

### Ascension

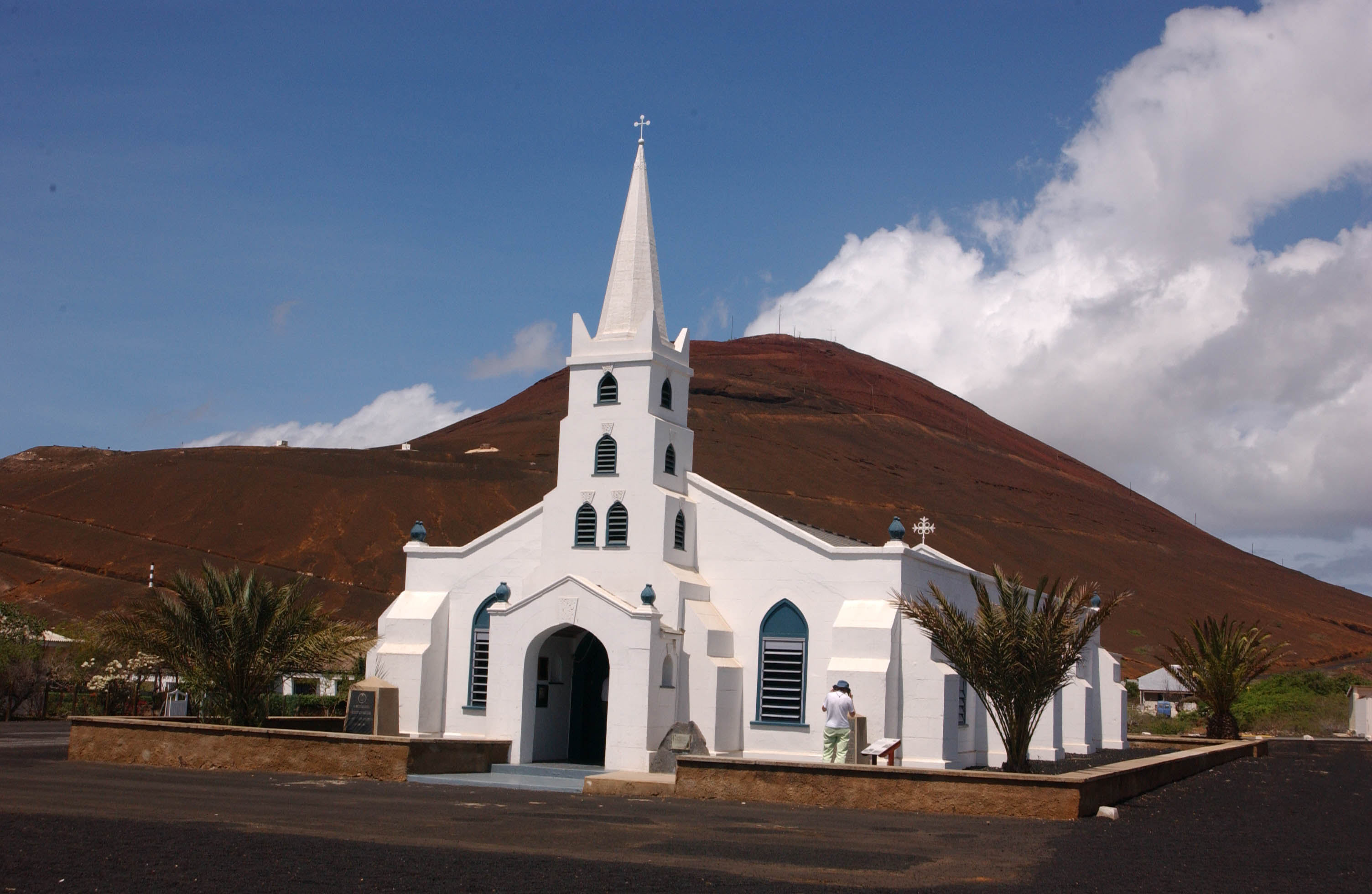
St. Mary’s Church, Georgetown

Parish of St. Mary the Virgin
- St. Mary’s Church, Georgetown

## Bischöfe
- 1859–1862: Piers Calveley Claughton
- 1862–1899: Thomas Earle Welby
- 1899–1905: John Garraway Holmes
- 1905–1931: William Arthur Holbech
- 1931–1935: Charles Christopher Watts
- 1935–1939: Charles Arthur William Aylen
- 1939–1960: Gilbert Price Lloyd Turner
- 1960–1967: Harold Beardmore
- 1967–1973: Edmund Michael Hubert Capper
- 1973–1979: George Kenneth Giggall
- 1979–1985: Edward Alexander Capparis Cannan
- 1985–1991: James Nathaniel Johnson
- 1991–1999: John Harry Gerald Ruston
- 1999–2011: John William Salt
- 2011–2018: Richard David Fenwick
- seit 2018: Dale Arthur Bowers[1]